# Säsong 16 av Simpsons
Simpsons (säsong 16) påbörjades den 7 november 2004 och slutade med dubbla avsnitt den 15 maj 2004 med totalt 21 avsnitt. Sex av avsnitten under säsongen var från den femtonde produktionslinjen, (FABF). Säsongen var den första där Ian Maxtone-Graham och Matt Selman krediterades som exekutiva producenter. Från början skulle avsnittet The Father, the Son, and the Holy Guest Star sändas den 10 april men flyttades efter att Johannes Paulus II den 2 april avlidit till 15 maj.
För arbetet med Treehouse of Horror XV blev Alf Clausen nominerad till Primetime Emmy Award för "Outstanding Individual Achievement in Music Composition for a Series (Dramatic Underscore)" under 2005. Michael Price vann en Writers Guild of America Award för anmineringen med Mommie Beerest. Han arbetade också med There's Something About Marrying tillsammans med J. Stewart Burns som också nominerades. Under 2005 blev avsnittet On a Clear Day I Can't See My Sister nominerad för "Best Television Episodic Comedy" under Environmental Media Award. Även avsnittet Goo Goo Gai Pan blev nominerad till Turner Award på Environmental Media Award. Future-Drama nominerades till Primetime Emmy Award för "Outstanding Animated Program (For Programming less than One Hour)" under 2006. Under 2006 blev också Don Payne nominerad till Writers Guild of America Awards för hans arbete med animeringen i Thank God, It's Doomsday och även Matt Warburton blev nominerad för anmineringen för The Father, the Son, and the Holy Guest Star.

## Lista över avsnitt
| Nr i serien | Nr i säsongen | Titel                                          | Regissör                          | Författare                         | Sändningsdatum   | Produktkod |
| --- | ------------- | ---------------------------------------------- | --------------------------------- | ---------------------------------- | ---------------- | ---------- |
| 336 | 1             | "Treehouse of Horror XV"                       | Slarg Silverman (David Silverman) | Glekknor L. Brooks (Bill Odenkirk) | 7 november 2004  | FABF23     |
| I TV-programmet Keepi'n it Kodos lagar Kang & Kodos familjen Simpsons till middag. The Ned Zone - Homer räddar Ned får en död men börja blir synsk och lyckas lista ut dödsfall och får problem då han upptäcker att han kommer att döda Homer. Four Beheadings with a Funeral - Eliza och Bartley hjälper Scotland Yard att fånga polisongmördaren och de börjar leta på Emporium of Exotica för att få fakta om Osiris sju svärd. In the Belly of the Boss - Då Mr. Burns sväljer ett piller innehållande en förkrympt Maggie krymper Professor Frink resten av familjen som gör en resa inuti kroppen hos Mr. Burns. |               |                                                |                                   |                                    |                  |            |
| 337 | 2             | "All's Fair in Oven War"                       | Mark Kirkland                     | Matt Selman                        | 14 november 2004 | FABF20     |
| Efter en visit hos grannen bestämmer sig Marge för att renovera köket. Två år senare deltar hon i en matlagningstävling, men då de andra medtävlande förstör hennes bidrag bestämmer hon sig för att fuska, något som upptäcks av Lisa. Bart hittar Homers gamla nummer av "Playdude" och börjar sprida deras innehåll, något som inte kompisarnas föräldrar uppskattar (tidningarnas nakenbilder är dock bortklippta av Marge). Gästskådespelare: James Caan, Marcia Wallace och Thomas Pynchon. |               |                                                |                                   |                                    |                  |            |
| 338 | 3             | "Sleeping with the Enemy"                      | Lauren MacMullan                  | Jon Vitti                          | 21 november 2004 | FABF19     |
| Lisas klasskompisar retar henne då de anser att hon har en stor rumpa. Lisa blir då deprimerad och viktfixerad. Marge börjar umgås med Nelson eftersom Bart och Lisa inte har lust att göra utflykter med henne. Då Nelson senare flyttar in till familjen försöker Bart få honom att gå tillbaka till sin familj. Gästskådespelare: Marcia Wallace. |               |                                                |                                   |                                    |                  |            |
| 339 | 4             | "She Used to Be My Girl"                       | Matthew Nastuk                    | Tim Long                           | 5 december 2004  | FABF22     |
| Marge träffar på sin gamla skolkompis, journalisten Chloe. Marge blir arg på henne då hon förstår att hon lever ett spännande liv och hatar henne ännu mer sedan hon hade tagit med sig Lisa ut på middag. Gästskådespelare: Kim Cattrall. |               |                                                |                                   |                                    |                  |            |
| 340 | 5             | "Fat Man and Little Boy"                       | Mike B. Anderson                  | Joel H. Cohen                      | 12 december 2004 | FABF21     |
| Bart tappar sin sista mjölktand och förstår att han inte längre är något barn. Han bestämmer sig för att byta stil och skriver uttryck på tröjor som han försöker marknadsföra. Han säljer sedan tröjorna till Goose Gladwell och blir rik på kuppen. Homer hjälper Lisa med sitt skolprojekt och bygger ett mindre kärnkraftverk. Gästskådespelare: Eric Idle. |               |                                                |                                   |                                    |                  |            |
| 341 | 6             | "Midnight Rx"                                  | Nancy Kruse                       | Marc Wilmore                       | 16 januari 2005  | FABF16     |
| Mr. Burns ger medarbetarna med familj en dag på ett museum där de får reda på att han drar in deras medicinförmåner. De anställdas familjer får svårt att ha råd att betala för sina mediciner och Homer tar med sig sina vänner till Kanada för att köpa billig medicin. |               |                                                |                                   |                                    |                  |            |
| 342 | 7             | "Mommie Beerest"                               | Mark Kirkland                     | Michael Price                      | 30 januari 2005  | GABF01     |
| På grund av bristande underhåll tvingas Moe’s Tavern att stänga och Homer bestämmer sig för att teckna ett nytt lån på huset för att få Moe att öppna baren igen. Lånet leder till att Marge blir delägare och hon bestämmer sig för att förändra Moe’s Tavern och blir god vän med Moe. |               |                                                |                                   |                                    |                  |            |
| 343 | 8             | "Homer and Ned's Hail Mary Pass"               | Steven Dean Moore                 | Tim Long                           | 6 februari 2005  | GABF02     |
| Homer blir berömd då ett klipp med honom sprids på nätet och sportstjärnor söker upp honom för att få dem att synas mera på TV. Ned bestämmer sig för att tillsammans med Mr. Burns gör en filmatisering av bibeln men hans budskap förbjuds att spridas vidare. Då Homer får i uppdrag att göra halvtidsunderhållningen till Super Bowl XXXIX får han problem och tar hjälp av Ned. Gästskådespelare: LeBron James, Michelle Kwan, Tom Brady, Warren Sapp och Yao Ming. |               |                                                |                                   |                                    |                  |            |
| 344 | 9             | "Pranksta Rap"                                 | Mike B. Anderson                  | Matt Selman                        | 13 februari 2005 | GABF03     |
| Då Bart smyger ut till en konsert med Alcatraaaz låtsas han att han blev kidnappad och gömmer sig hos Kirk. Lisa upptäcker sedan att Bart ljög om kidnappningen men får svårt att bevisa att han ljög. Gästskådespelare: 50 Cent. |               |                                                |                                   |                                    |                  |            |
| 345 | 10            | "There's Something About Marrying"             | Nancy Kruse                       | J. Stewart Burns                   | 20 februari 2005 | GABF04     |
| För att få en större inkomst till Springfield legaliserars homoäktenskap. Då inte pastorn vill utföra homoäktenskap bestämmer sig Homer för att bli pastor och viger först homosexuella och sedan vem som helst. Patty kommer ut som homosexuell och ska gifta sig med Veronica (som senare visar sig vara transsexuell) men det uppskattas inte av Marge. Gästskådespelare: Marcia Wallace. |               |                                                |                                   |                                    |                  |            |
| 346 | 11            | "On a Clear Day I Can't See My Sister"         | Bob Anderson                      | Jeff Westbrook                     | 6 mars 2005      | GABF05     |
| Bart skämmer ut Lisa på en skolutflykt vid Springfield Glacier och hon ansöker om besöksförbud på 6 meter, som senare förlängs till 61 meter. Homer börjar jobba på Sprawl-Mart där han tvingas jobba övertid. Gästskådespelare: Gary Busey, Jane Kaczmarek och Marcia Wallace. |               |                                                |                                   |                                    |                  |            |
| 347 | 12            | "Goo Goo Gai Pan"                              | Lance Kramer                      | Lawrence Talbot (Dana Gould)       | 13 mars 2005     | GABF06     |
| Selma hamnar i klimakteriet och adopterar ett barn från Kina. För att kunna genomföra adoptionen tvingas Homer spela hennes make under besöket i Kina, där han och Bart fängslas. Gästskådespelare: Lucy Liu och Robert Wagner. |               |                                                |                                   |                                    |                  |            |
| 348 | 13            | "Mobile Homer"                                 | Raymond S. Persi                  | Tim Long                           | 20 mars 2005     | GABF07     |
| Marge börjar snåla då Homer nekas teckna en livförsäkrning. För pengarna familjen tjänat på att snåla köper Homer en husbil som han bor i på tomten. Homer får nya vänner och hamnar i bråk med Marge så Bart och Lisa bestämmer sig för att lämna tillbaka husbilen. |               |                                                |                                   |                                    |                  |            |
| 349 | 14            | "The Seven-Beer Snitch"                        | Matthew Nastuk                    | Bill Odenkirk                      | 3 april 2005     | GABF08     |
| Familjen märker att Springfield blir utskrattad i Shelbyville och Marge föreslår att staden ska bygga en konserthus och anlitar Frank Gehry. Då besökarna uteblir, köper Mr. Burns upp konserthuset och gör om det till ett fängelse. Homer försöker få jobb där men hamnar istället där som fånge och blir tjallare. Man upptäcker också att Snowball II väger mer än tidigare och att hon har en hemlig andra familj och Bart och Lisa försöker lista ut varför. Gästskådespelare: Charles Napier, Frank Gehry och Joe Mantegna.                                                                                      |               |                                                |                                   |                                    |                  |            |
| 350 | 15            | "Future-Drama"                                 | Mike B. Anderson                  | Matt Selman                        | 17 april 2005    | GABF12     |
| Professor Frink visar för Bart och Lisa hur deras liv som tonåringar kommer att se ut, då Bart och Lisa avslutar studier på Springfield High School och Marge och Homer separerat medan Maggie är på solsemester i Alaska. Gästskådespelare: Amy Poehler, John DiMaggio och Marcia Wallace. |               |                                                |                                   |                                    |                  |            |
| 351 | 16            | "Don't Fear the Roofer"                        | Mark Kirkland                     | Kevin Curran                       | 1 maj 2005       | GABF10     |
| Springfield drabbas av ett regnoväder och det regnar in hos familjen Simpsons. Homer blir utkastad från Moe's Tavern och åker till "Knockers" där han träffar takläggaren Ray Magini som hjälper Homer att fixa taket men han försvinner titt som tätt och ingen tror att han existerar. Gästskådespelare: Ray Romano och Stephen Hawking. |               |                                                |                                   |                                    |                  |            |
| 352 | 17            | "The Heartbroke Kid"                           | Steven Dean Moore                 | Ian Maxtone-Graham                 | 1 maj 2005       | GABF11     |
| Springfield Elementary får godisautomater som Bart missbrukar och får en hjärttack som resultat av sin övervikt. Trots flera försök att få honom att sluta tvingar Homer och Marge honom att gå på bantningsläger men lägret är dyrt så familjen tvingas hyra ut rum. Gästskådespelare: A. Brooks och Marcia Wallace. |               |                                                |                                   |                                    |                  |            |
| 353 | 18            | "A Star Is Torn"                               | Nancy Kruse                       | Carolyn Omine                      | 8 maj 2005       | GABF13     |
| Familjen upptäcker att Lisa har en fantastisk sångröst, då hon sjunger för resten av familjen som är sjuk, och Homer blir hennes manager under sångtävlingen "Krusty's Li'l Starmaker Singing Competition". Lisa uppskattar inte hur han uppträder inför produktionspersonalen och avskedar honom. Gästskådespelare: Fantasia Barrino. |               |                                                |                                   |                                    |                  |            |
| 354 | 19            | "Thank God, It's Doomsday"                     | Michael Marcantel                 | Don Payne                          | 8 maj 2005       | GABF14     |
| Bart och Lisa försöker få en ny frisyr men blir inte nöjda med resultatet och gömmer sig för skolfotograferna på bion med Homer, där Homer får en vision om att domedagen är nära. Han försöker få folket i Springfield att förstå allvaret men då inget händer blir han utskrattad. Gästskådespelare: Baha Men och Los Lobos. |               |                                                |                                   |                                    |                  |            |
| 355 | 20            | "Home Away from Homer"                         | Bob Anderson                      | Joel H. Cohen                      | 15 maj 2005      | GABF15     |
| Familjen besöker gå på bio och som barnvakt till Maggie anlitar de Ned som bestämmer sig för att hyra ut ett rum till två tjejer ovetande om deras sexuella anspelningar på nätet. Då Ned förstår att han blivit utskrattad i hela Springfield flyttar han till Humbleton, Pennsylvania och familjen Simpsons får nya grannar. Gästskådespelare: Jason Bateman. |               |                                                |                                   |                                    |                  |            |
| 356 | 21            | "The Father, the Son, and the Holy Guest Star" | Michael Polcino                   | Matt Warburton                     | 15 maj 2005      | GABF09     |
| Vaktmästare Willie får Bart att bli relegerad under skolans medeltidsfestival och han får börja på den katolska skolan St. Jerome's Catholic School. Marge uppskattar inte de nya värderingarna som Bart får i skolan och tar hjälp av Homer, men det får motsatt effekt. Gästskådespelare: Liam Neeson och Marcia Wallace. |               |                                                |                                   |                                    |                  |            |

## Hemvideoutgivningar
Den 3 december 2013 släpptes hela säsongen på DVD och bluray i region 1. En samlarutgåva med Professor Frinks ansikte släpptes också i region 1 samma dag.